# Nimtael
Nimtael ist ein osttimoresisches Dorf im Suco Lequitura (Verwaltungsamt Aileu, Gemeinde Aileu).

## Geographie
Die Gebäude von Nimtael bilden keine geschlossene Siedlung, sondern stehen im Süden der Aldeia Rairema locker verteilt im großen Abstand zueinander. Dazwischen befinden sich Felder und Gärten. Nordwestlich liegt der Weiler Erhil, östlich der Weiler Mauhae und nördlich das Dorf Darahe, in dem sich die nächstgelegene Grundschule befindet. Eine kleine Straße verbindet die Ortschaften mit der Überlandstraße von Aileu im Norden nach Maubisse im Süden. Nimtael liegt auf einer Meereshöhe von 1366 m.